# Reibel Mihály
Reibel Mihály (Párdány, Torontál vármegye, 1889. július 9. – Elek, 1959. november 9.) magyar katolikus pap, esperes, országgyűlési képviselő.

## Élete
1889. november 20-án született az akkor Torontál vármegyéhez, ma Szerbia Vajdaság Autonóm Tartománya Közép-bánsági körzetéhez tartozó Párdány (szerbül Међа / Međa) településen, római katolikus vallásban. Temesvárott végzett teológiai tanulmányokat.
Nagykárolyfalván kezdte papi pályáját, mint káplán, majd segédplébános lett Dolácon, illetve a Katolikus Legényegyesület igazgatója Temesvárott. A Temesvári Piarista Gimnázium diákjainak a várost megszálló román katonák lefegyverzését célzó „levente-összeesküvése” miatt a román hadbíróság elítélte és két évig a nagyszebeni katonai börtönben raboskodott; 1921 végén fogolycsere révén szabadult.
Ezt követően Elekre került, ahol először ismét mint káplán és hitoktató működött, később esperes-plébánosi kinevezést nyert el. A településen a polgári leányiskola és a háztartási gazdasági szakiskola igazgatója, a községi képviselő-testület tagja volt, illetve bekerült Csanád–Arad–Torontál vármegye törvényhatósági bizottságába is. Alapítója volt a helyi hitelszövetkezetnek, az építőiparos és a borgazdasági szövetkezetek.
Az országos politikai életbe az 1930-as évek derekán kapcsolódott be: az 1935–1939 közti országgyűlési választási ciklusban ugyanis Urbán Péter báró 1935 augusztusi halálával, röviddel a választás után megüresedett az eleki választókerület, és a mandátumért ő is elindult. Ellenfele az egységespárti Rubinek István volt, de a kerület őt juttatta a képviselőházba, a Keresztény Gazdasági és Szociális Párt programjával. 1939-ben újabb öt évre megerősítette mandátumát, ekkor is az eleki kerületben, mint az Egyesült Keresztény Párt jelöltje.

## Emlékezete
- Eleken az ő nevét viseli a település művelődési központja.